# ألبرت تسيمرمان
ألبرت تسيمرمان (بالألمانية: Albert Zimmermann) (و. 1808 – 1888 م) هو رسام، وأستاذ جامعي ألماني، ولد في تسيتاو، توفي في ميونخ، عن عمر يناهز 80 عاماً.

## التعليم
تعلم في أكاديمية الفنون الجميلة بميونخ.